# Relaciones Bangladés-Guatemala
Las relaciones Guatemala-Bangladés son las relaciones internacionales entre Bangladés y Guatemala. Los dos países establecieron relaciones diplomáticas el 7 de octubre de 1983.

## Relaciones diplomáticas
Guatemala y Bangladés entablaron relaciones diplomáticas el 7 de octubre de 1983. Anteriormente, ambos países mantienen embajadores concurrentes, posteriormente Bangladés nombró a la Embajada de Bangladés en Nueva York como concurrente para Guatemala, también Guatemala nombró a la Embajada de Guatemala en India como concurrente para Bangladés.